# Robert Müller-Warnke
Robert Müller-Warnke (* 26. September 1915 in Suhl; † 5. September 1990 in Kiel) war ein deutscher Bildhauer.

## Leben
Robert Müller-Warnke absolvierte von 1927 bis 1930 eine Bildhauerlehre. Von 1933 bis 1942 studierte er an der Kunstakademie in Berlin, er war ein Schüler von Gerhard Marcks. Nach Ende des Zweiten Weltkriegs arbeitete er selbständig in Suhl und in Berlin. 1953 ließ er sich in Hamburg nieder. Er schuf figürliche und abstrakte Arbeiten in stark vereinfachten Formen. Daneben gestaltete er auch Glasfenster und Kirchenausstattungen.

## Werke im öffentlichen Raum (Auswahl)

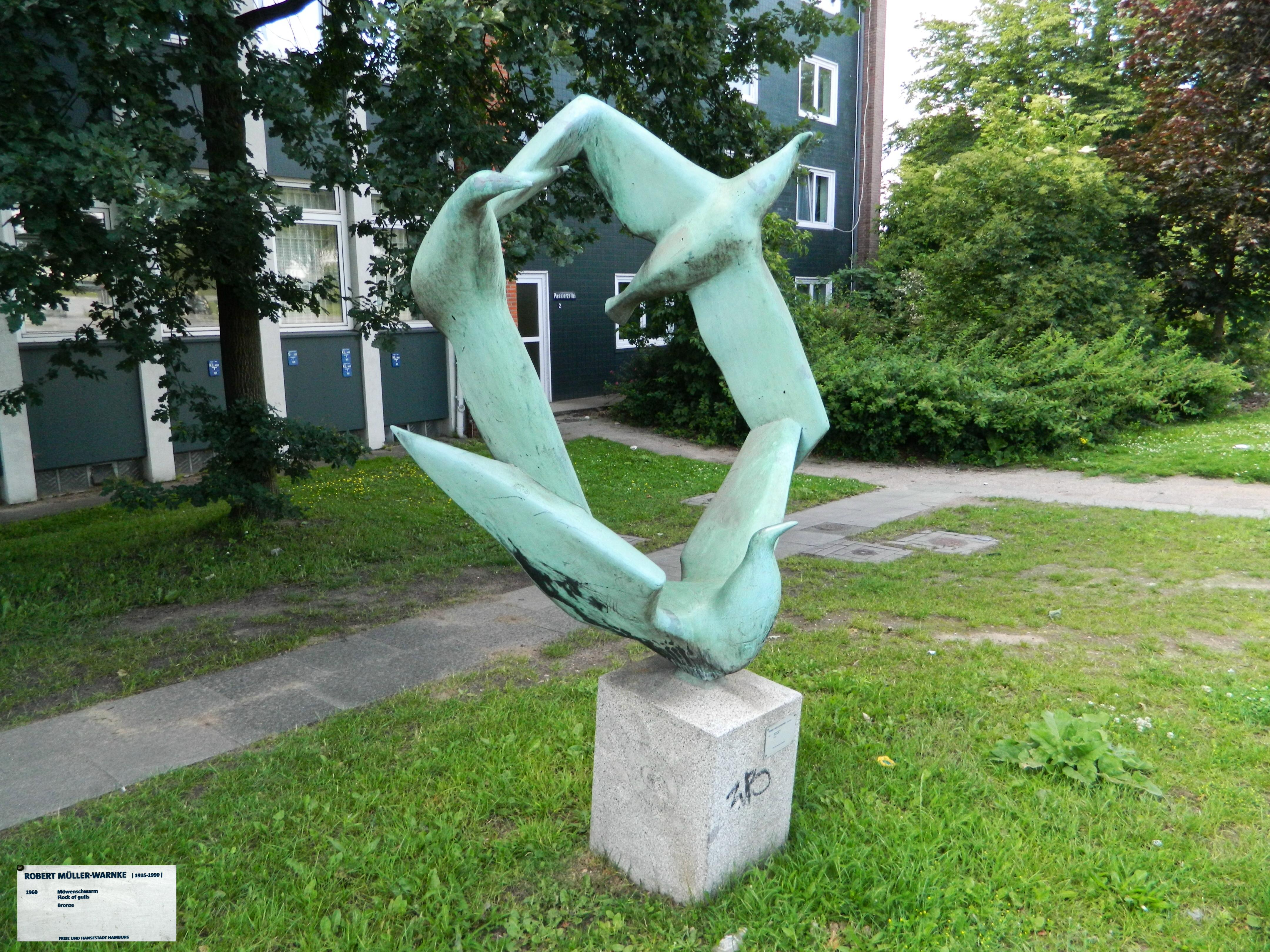
Möwenschwarm (1960)

Folgende Werke von Müller-Warnke wurden von der Hamburger Baubehörde mit Mitteln des Programms „Kunst am Bau“ angeschafft:
- 1955: „Schüler und Schülerin“, Volksschule Iserbrook (Musäusstraße 29), Hamburg-Iserbrook
- 1958: „Männliche Figur im Doppelstamm“, Volksschule Paul-Sorge-Straße (heute Stadtteilschule Niendorf), Hamburg-Niendorf
- 1959: „Tiger“, Schule Heinrich-Helbing-Straße (Heinrich-Helbing-Straße 50), Hamburg-Bramfeld
- 1960: „Möwenschwarm“, Passierzettel 2 Bund/Zoll, Hamburg-Veddel
- 1963: „Raumkonstruktion“, Schule Buddestraße (Buddestraße 25), Hamburg-Wilhelmsburg
- 1974: „Schwertfisch“, Hauptzollamt Waltershof, westlich vor Betriebsgebäude Bund/Zoll, Finkenwerder Straße 4, Hamburg-Finkenwerder
- 1983: „Eisengießer + Texttafel“ am Standort des Bergedorfer Eisenwerks, Hamburg-Lohbrügge

Weitere Werke von Müller-Warnke, zumal in Innenräumen:
- 1960: Bronzerelief über dem Altar, Taufstein und Altarleuchter der Erlöserkirche in Hamburg-Farmsen. Die Bronzeskulptur bezeichnete Ralf Lange als „wenig passend“ zum beschwingten Innenraum.[2]
- Glasmosaik mit Fischen und Vögeln (Format: 6 × 12 m) aus dem Altbau des Bille-Bads, seit 2003 als Hamburgs größtes eingelagertes Kunstwerk im Depot des Denkmalschutzamtes[3]